# Bruce Biddle
Pour les articles homonymes, voir Biddle.
Bruce Biddle (né le 2 novembre 1949 à Warkworth) est un coureur cycliste néo-zélandais. Actif durant les années 1960 et 1970, il a été champion de Nouvelle-Zélande sur route et médaillé d'or de la course sur route aux Jeux du Commonwealth de 1970, puis a fait une carrière professionnelle en Italie de 1974 à 1979. Il est le premier Néo-Zélandais à avoir participé à un grand tour, à l'occasion du Tour d'Italie 1974.

## Biographie
En 1969, Bruce Biddle alors dans sa deuxième année en catégorie senior remporte le championnat de Nouvelle-Zélande sur route, ainsi que la Dulux six-day classic. L'année suivante, il obtient la médaille d'or de la course sur route aux Jeux du Commonwealth, à Édimbourg.
Après ces Jeux, il reste en Europe, d'abord en Grande-Bretagne où il est hébergé par le coureur anglais Bill Horne et sa famille. Durant l'année 1971, avec un autre Néo-Zélandais venu en Angleterre, il dispute la Milk Race, le Tour d'Irlande et des courses de kermesses en Belgique. Durant l'hiver qui suit, ils se rendent en Afrique du Sud et y rencontrent des Italiens qui les convainquent de venir courir en Italie. Bruce Biddle est engagé par un club toscan.
En 1972, il représente la Nouvelle-Zélande aux Jeux olympiques de Munich. Il prend la quatrième place de la course sur route. Malgré la disqualification de Jaime Huélamo, médaillé de bronze, pour dopage, Bruce Biddle ne se voit pas attribuer la troisième place car il n'a pas subi de contrôle antidopage. L'année suivante, il connait selon lui sa meilleure saison, remportant dix courses dont le Tour de Lombardie amateurs.
Il devient professionnel en 1974 dans l'équipe Magniflex, dans laquelle il passe deux années. Il dispute le Tour d'Italie 1974 et devient ainsi le premier Néo-Zélandais à participer à un grand tour. Il est troisième du Tour du Latium.
Après sa carrière, il reste en Italie.

## Palmarès
- 1969
  - Champion de Nouvelle-Zélande sur route
  - Dulux six-day classic
- 1970
  -  Médaillé d'or de la course sur route aux Jeux du Commonwealth
  - 4e et 8e étapes du Tour d'Irlande
- 1971
  - 3e du Tour d'Irlande
- 1972
  - Gran Premio La Torre
  - 4e de la course sur route des Jeux olympiques
- 1973
  - Tour de Lombardie amateurs
  - Giro delle Valli Aretine
  - 2e du Gran Premio Industria del Cuoio e delle Pelli
  - 2e de la Coppa Bologna
- 1974
  - 3e du Tour du Latium

## Résultats sur les grands tours

### Tour d'Italie
- 1974 : abandon
- 1975 : abandon
- 1978 : 34e du classement général